# Mazlan Othman
Mazlan Binti Othman, née le 11 décembre 1951 à Seremban, est une astrophysicienne malaisienne. Elle est directrice du Bureau des affaires spatiales des Nations unies de 1999 à 2002 et a repris ce poste en 2007.

## Biographie

### Jeunesse et formation
Mazlan Othman est scolarisée au Kolej Tunku Kurshiah, un internat de Seremban. Elle bénéficie d'une bourse d'études de l'organisation inter-gouvernementale Plan de Colombo et obtient en 1975 un Bachelor of Science en physique de l'université d'Otago, en Nouvelle-Zélande. Elle devient tutrice à l'université nationale de Malaisie (en). En 1981, Othman est la première femme à obtenir un doctorat en physique de l'université d'Otago.

### Carrière
Mazlan Othman supervise la construction du planétarium national de Malaisie, situé à Kuala Lumpur, dont les travaux débutent en 1990. En 1993, elle est nommée directrice générale du service gouvernemental consacré aux sciences spatiales,. L'astrophysicienne lance un programme de développement de microsatellites qui aboutit au lancement de TiungSAT-1 en 2000.
En 1999, Mazlan Othman est nommée directrice du bureau des affaires spatiales (UNOOSA) de l'ONU par son secrétaire général Kofi Annan. Othman quitte le poste en 2002 lorsqu'elle est rappelée en Malaisie par le premier ministre Mahathir Mohamad pour mettre sur pied l'agence spatiale malaisienne. Elle retrouve la direction de l'UNOOSA en 2007 à l'initiative de Ban Ki-moon.

## Récompenses
L'université d'Otago lui décerne en 1997 un doctorat honoraire en sciences. Othman est décorée en 2009 par l'Institute of Physics (IOP).